# 蒙塔尼亚克
蒙塔尼亚克（法語：Montagnac，法語發音：[mɔ̃taɲak]）是法国埃罗省的一个市镇，属于贝济耶区。

## 地理
蒙塔尼亚克（43°28'51"N, 3°28'59"E）面积39.81 平方千米，位于法国奧克西塔尼大區埃罗省，该省份为法国南部沿海省份，南濒地中海，西南接奥德省，西北接塔恩省和阿韦龙省，东北与加尔省接壤。
与蒙塔尼亚克接壤的市镇（或旧市镇、城区）包括：欧姆、卡斯泰尔诺德盖尔、卡祖勒代罗、莱济尼昂拉塞布、梅兹、佩兹纳斯、波梅罗勒、圣庞斯德莫希安、于斯克拉斯代罗、维勒韦拉克。

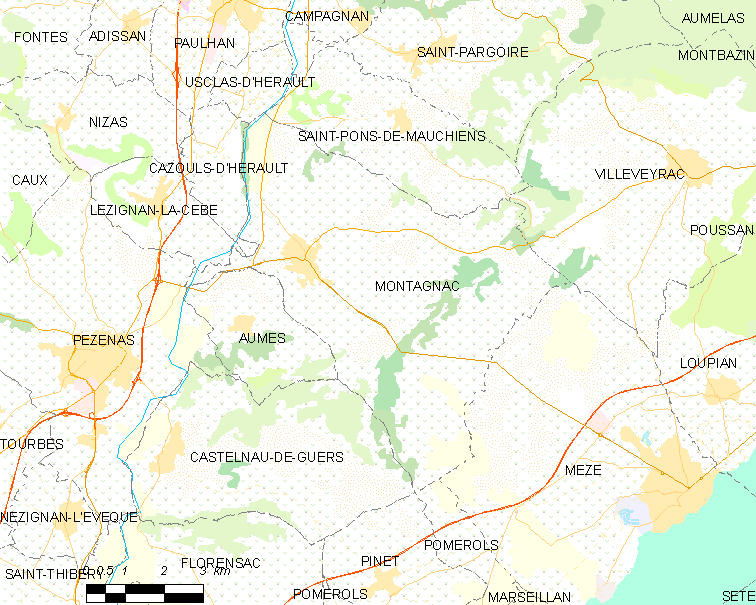
蒙塔尼亚克的OSM定位图

蒙塔尼亚克的时区为UTC+01:00、UTC+02:00（夏令时）。

## 行政
蒙塔尼亚克的邮政编码为34530，INSEE市镇编码为34162。

## 政治
蒙塔尼亚克所属的省级选区为梅兹县。

## 人口

1962-2008年间蒙塔尼亚克人口变化图示

蒙塔尼亚克于2022年1月1日时的人口数量为4465人。